# Lisa's Substitute
"Lisa's Substitute" är avsnitt 19 från säsong två av Simpsons och sändes på Fox den 25 april 1991. I avsnittet har Lisas lärare Elizabeth Hoover fått borrelia och Lisa får en ny vikarie, Mr. Bergström som hon blir förälskad i, under tiden tävlar Bart och Martin över att bli klassens nya ordförande. Avsnittet skrevs av Jon Vitti och regisserades av Rich Moore. Dustin Hoffman medverkar i avsnittet som rösten till Mr. Bergstrom under namnet Sam Etic.

## Handling
Lisas lärare, Elizabeth Hoover har fått borrelia och som vikarie får hon Mr. Bergström. Lisa älskar hans sätt att undervisa och hon blir lite förälskad i honom. Under tiden ska Barts klass bestämma vem som ska bli klassen ordförande och det står mellan Martin och Bart. Efter debatten som anordnas mellan dem blir Bart populärast i klassen och är nära segern, men efter att man genomfört röstningen under en rast visar det sig att bara två i klassen röstade, Martin och Wendell Borton och de båda röstade på Martin som då blir klassens nya ordförande.
Lisa och Homer besöker museet där de träffar på Mr. Bergstrom och Lisa tycker det blir pinsamt då han får träffa Homer. Bergstrom pratar med Homer och berättar att han upptäckt att Lisa saknar något i sin relation med sin far och ber honom att bli en mera positiv förebild. För att få en chans att lära Bergstrom utanför skolan lyckas Lisa få Marge att ordna en middag med honom hemma hos dem efter att Lisa berättat att Homer förstörde hennes enda chans att lära känna Bergstrom utanför skolan.
När Lisa ska fråga Bergstrom om han komma på middagen upptäcker hon att Hoover har kommit tillbaka till skolan, hennes sjukdom var psykosomatiskt. Lisa är förkrossad och skolkar från skolan för att åka hem till honom. När hon kommer hem till honom berättar grannen att han har fått ett nytt jobb i Capital City och är på väg till järnvägsstationen. Lisa hinner ifatt Bergstrom på järnvägsstationen och berättar för honom att hon inte vill att han åker, Bergstrom berättar att han måste, det finns andra som behöver honom också. Bergstrom ser att Lisa är ledsen och för att trösta henne, skriver han till henne en lapp som hon kan läsa när hon känner sig ensam och när hon inte kan lita på någon. Bergstrom kliver på tåget och lämnar Lisas liv. Lisa tittar på lappen som innehåller texten "Du är Lisa Simpson". Lisa är ledsen, Bergstrom har lämnat hennes liv och vid middagen tar hon ut sin ilska över Homer och kallar honom för en babian innan hon springer i väg till sitt rum.
Marge berättar för Homer att hennes dotter faktiskt är känslomässig sårad och är i behov av sin far. Homer går in i Lisas rum och upptäcker att hon gråter och bestämmer sig för att trösta henne. Homer berättar för Lisa att han inte kan förstå hur det känns att förlora en viktig person eftersom alla han någonsin älskat och brytt sig om i sitt liv fortfarande finns där. Han börjar skoja med Lisa och börja beta sig som en apa och får henne att börja skratta. Lisa ber om ursäkt till Homer för att hon kallade honom för en babian, och han accepterar ursäkten. Han går sen förbi Barts rum och upptäcker att han är ledsen över valresultatet, Homer påminner då honom om allt extra arbete som Martin måste göra och hur lite han kommer att få tillbaka, vilket får Bart att bli gladare. Han går sen till Maggies rum och ser att hon tappat sin napp och sätter tillbaka den i munnen. Homer är glad över att han hjälpt alla sina barn och går sen till sängs med Marge.

## Produktion
Avsnittet skrevs av Jon Vitti och regisserades av Rich Moore. James L. Brooks har bidragit mer till detta avsnitt än han någonsin gjort i seriens historia. Avsnittet började göras när man i serien börjat göra mer humor efter arbetat med känslosamma historier vilket gjorde de som arbetar med serien irriterade över att ha en ny känslosam historia att arbeta med. Dustin Hoffman gjorde rösten i avsnittet till Mr Bergstrom. Hoffman ville dock inte identifieras som en röstskådespelare i en tecknad serie under den tiden och använde därför pseudonymen Sam Etic i avsnittet. Pseudonym valdes av Brooks och hans repliker spelades in i New York med de andra röstskådespelarna. Yeardley Smith som gör rösten Lisa har sagt att hon växte som skådespelerska efter att hon arbetat med Hoffman. 
När ljudspåret av avsnittet var klart var Hoffmans röst för låg när han sjöng så han fick spela in de igen när han var i Los Angeles.